# Sporting Clube de Goa
Der Sporting Clube de Goa ist ein indischer Sportverein aus Panaji im Bundesstaat Goa. Herausragend ist die Fußballabteilung des Clubs, die in der 2014 neu reformierten Indian Super League, der höchsten indischen Spielklasse, vertreten ist. Der Verein vermarktet sich als Flaming Oranje, zu Deutsch in etwa „oranges Feuer“, und tritt in orangen Trikots mit weißen Shorts auf. Heimspielstätte ist das von mehreren Vereinen genutzte Fatorda-Stadion, auch bekannt unter dem Namen Jawaharlal-Nehru-Stadion, in Margao, das eine Kapazität von 27.300 Zuschauern hat. Auch der Lokalrivale Vasco SC trägt dort seine Erstliga-Heimspiele aus.

## Geschichte
Der erste Verein in Goa namens Sporting Clube wurde Anfang der 1950er Jahre unter portugiesischer Kolonialverwaltung gegründet, unter Bezugnahme auf den portugiesischen Spitzenklub Sporting Lissabon, der in den 1940er und 50er Jahren das Fußballgeschehen in Portugal dominierte. 1956 besuchte mit dem Vize-Präsidenten José de Abreu Theriaga erstmals ein Offizieller des portugiesischen Vereins den Namensvetter in Portugiesisch-Indien. Präsident des Sporting Clube de Goa waren zu der Zeit der Ingenieur Fernando de Castro, Vizepräsident war Matos Sequeira. Ein Mal gewann Sporting die Meisterschaft Portugiesisch-Indiens, bevor mit dem Ende der portugiesischen Kolonialverwaltung 1961 und der Eingliederung Goas in die Indische Union eine Auswanderungswelle unter den Portugiesen Goas einsetzte und auch der Verein Sporting Clube in Goa aufgegeben wurde.
1999 übernahm eine Gruppe Bürger um die beiden Jungunternehmer Peter Vaz und Edgar Afonso den in Auflösung befindlichen Verein „Hotel Cidade de Goa“ und nannten ihn in Sporting Clube de Goa um. Seither wird der Verein als Filialverein von Sporting Lissabon mit der laufenden Nummer 114 geführt. Auch das Vereinswappen zeugt seit jenem Jahr von dieser Liaison und ist essentiell mit dem des portugiesischen Vereines identisch.
Im Jahre 2004 gelang der Aufstieg in die erste indische Liga, in der der Verein gleich um die Meisterschaft mitspielte. Am letzten Spieltag verlor der SCC gegen den Lokalrivalen Dempo Sports Club und vergab so die Meisterschaft. Die Mannschaft war im gleichen Jahr in einen tragischen Busunfall verwickelt, bei dem vier Spieler des Sportclubs ums Leben kamen.
Die Saison 2013/14 schloss der Verein auf Platz fünf der I-League ab.

## Erfolge
- Meister von Goa: 2006